# Hendrik de Vriesstipendium
Het Hendrik de Vriesstipendium is een prijs voor jong talent, die sinds 1986 wordt uitgereikt door de gemeente Groningen. Het is een jaarlijkse aanmoedigingsprijs voor professionele kunstenaars onder de 36 jaar. Zij dienen werkzaam te zijn in of vanuit de gemeente.
Het stipendium werd door de gemeente Groningen in het leven geroepen ter gelegenheid van de 90ste verjaardag van de Groninger dichter, schilder en tekenaar Hendrik de Vries (1896-1989). De winnaars moeten het aan het stipendium verbonden geldbedrag besteden aan de productie van nieuw werk. Naast het stipendium bestond van 1946 tot en met 2011 de Hendrik de Vriesprijs.
Het stipendium werd aanvankelijk eens in de twee jaar uitgereikt aan een jong talent, afwisselend op het gebied van literatuur en beeldende kunst. In 2001 is besloten om jaarlijks twee stipendia van zesduizend euro beschikbaar te stellen voor jonge kunstenaars op het brede vlak van de scheppende kunsten.
In 2006 bestond het stipendium twintig jaar en koos de gemeente Groningen ervoor om de twee stipendia, net als in 1986, afwisselend te richten op beeldende kunst en literatuur. Vanaf dat jaar is aan de literaire variant van het stipendium ook een uitgave van een boek door de Groningse Uitgeverij Passage verbonden.
De stipendia worden jaarlijks in december door de wethouder van cultuur van de gemeente Groningen uitgereikt tijdens het evenement Wildvang in het Centrum Beeldende Kunst Groningen (CBK Groningen).

## Winnaars Hendrik de Vriesstipendium
| jaar                           | discipline                       | namen | Publieksprijs    |  |
| ------------------------------ | -------------------------------- | --- | ---------------- |  |
| 1987                           | literatuur                       | Marc Reugebrink (1960) |                  |  |
| 1989                           | beeldende kunst                  | Alexandra Turkawski (1963) |                  |  |
| 1991                           | literatuur                       | Tjibbe Veldkamp (1962) |                  |  |
| 1993                           | beeldende kunst                  | Hessel Miedema (1962) |                  |  |
| 1995                           | literatuur                       | Drs. Kees Kuiken (1954), Erik Nieuwenhuis (1964) en Bram Hulzebos (1968)                                                                                  |                  |  |
| 1997                           | beeldende kunst                  | Eveline Mooibroek (1970) |                  |  |
| 1998                           | beeldende kunst                  | Stefan Smarius |                  |  |
| 2001                           | beeldende kunst                  | Lambert Kamps (1974) |                  |  |
| 2002                           | literatuur dans/theater/film     | Alan D. Joseph (1979), Sieger M. Geertsma (1979), Michiel Rasker (1982) en Tsead Bruinja (1974), opererend onder de naam Gewassen Sara Wiktorowicz (1972) |                  |  |
| 2003                           | beeldende kunst klassieke muziek | Erna de Bie (1974) Arnold Veeman (1973) |                  |  |
| 2004                           | -                                | niet georganiseerd |                  |  |
| 2005                           | beeldende kunst                  | Bart Nijstad (1979) |                  |  |
| 2006                           | beeldende kunst                  | het duo Harold Koopmans (1973) en Carmen Martino (1972), Steven Jouwersma (1982)                                                                          |                  |  |
| 2007                           | literatuur                       | Jurre van den Berg (1986), Joana Serrado (1979) |                  |  |
| 2008                           | beeldende kunst                  | Michael Karr (1985), het duo Freya en Sara Eshuijs (1987)                                                                                                 |                  |  |
| 2009                           | literatuur                       | Ralph Aarnout (1979), Rosa Timmer (1987) |                  |  |
| 2010                           | beeldende Kunst                  | Esther de Graaf (1984), Tobias Crone (1982) |                  |  |
| 2011                           | literatuur                       | Joost Oomen (1990), Marcella Veldthuis (1989) |                  |  |
| 2012                           | beeldende kunst                  | Sarah Janßen (1986), Mathieu Keuter van Lewenborg (1978)                                                                                                  |                  |  |
| 2013                           | literatuur                       | het duo Ruth Koops van 't Jagt (1985) en Lieke van den Krommenacker (1980), Leonie Veraar (1985)                                                          |                  |  |
| 2014                           | beeldende kunst                  | Erik Trip (1982) en Sanne Valstar (1991), opererend onder de naam Vlaplif, Iris de Groot (1985)                                                           |                  |  |
| 2015                           | literatuur                       | Sacha Landkroon (1984), Marleen Nagtegaal (1981) |                  |  |
| 2016                           | beeldende kunst                  | Dennis Molema, Bert Scholten |                  |  |
| 2017                           | beeldende kunst / literatuur     | Koos Buist (1984), Nick ter Wal (1983) |                  |  |
| 2018                           | beeldende kunst / literatuur     | Marthe van de Grift, Esmé van den Boom (1993) | Rosa Everts      |  |
| 2019                           | beeldende kunst / literatuur     | Reynaert Vosveld (1994), jury riep geen winnaar literatuur uit                                                                                            | Lilian Anneloes  |  |
| 2020                           | beeldende kunst / literatuur     | Joyce Zwerver, Anna Dijk | Jui-Tsz Shiu     |  |
| \|beeldende kunst / literatuur | Leonard Witte, Ivo Smit          | | Trudy Oosterhuis |  |
| 2022                           | beeldende kunst / literatuur     | Katayoon Valamanesh, Maartje Terpstra | Meinte Dirksen   |  |